# Mustapha Khayati

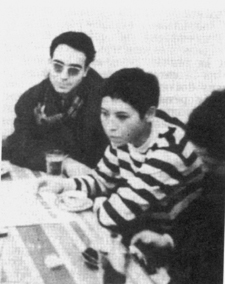
Imagen de mustapha khayati

Mustapha Khayati es un antiguo miembro de la Internacional Situacionista, historiador y pensador político tunecino.

## Biografía
Fue miembro de la Internacional Situacionista de la cual dimitió en la VIIIa Conferencia (Venecia, 1º de octubre de 1969) tras apoyar en Jordania al nuevo « Frente democrático por la liberación de Palestina ». Con el acuerdo de Guy Debord, Khayati había escrito el panfleto De la miseria en el medio estudiantil que provocó el « escándalo de Estrasburgo » en noviembre y diciembre de 1966, uno de los prolegómenos de la revuelta de Mayo 68. Diez años más tarde, Khayati protestó contra la comercialización del texto por la editorial Champ libre al considerar que el texto no estaba hecho para ser vendido.
Titular de un doctorado de historia de los pueblos musulmanes (Université Paris I, 1979, tesis sobre la Historia de los persos d'ath-Tha'âlibî, dirigida por Claude Cahen) y de un doctorado de Estado en ciencias políticas (La représentation du politique dans la culture arabe classique, París VIII, dirigida por K. Nair), ha sido profesor en el IEP de Aix-en-Provence durante los años 1980 y 1990.

### Textos situacionistas
Dos textos de Mustapha Khayati fueron objeto de publicación independiente (fuera de la revista Internationale situationniste) : 
- El panfleto de 1966 : De la misère en milieu étudiant considérée sous ses aspects économique, politique, psychologique, sexuel et notamment intellectuel et de quelques moyens pour y remédier, UNEF, 1966 ; réédition trilingue (avec les versions anglaise et chinoise), Champ Libre, 1972, dont la versión française est publiée seule en 1976 ; nouvelle édition suivie de Nos buts et nos méthodes dans le scandale de Strasbourg (extrait du n° 11 de l'IS, octubre de 1967), Aix-en-Provence, Éditions Sulliver, 1995 y 2005.
- Les mots captifs. Préface à un dictionnaire situationniste, Allia, 1997, 80 pp. (inicialmente publicado en el n° 10 de la revista I.S., marzo de 1966).

### Correspondencia
- Éditions Champ Libre, Correspondance, volume 1, Champ Libre, París, 1978. Cartas entre Khayati y el editor Gérard Lebovici.
- Guy Debord, Correspondance, volumes 2 y 3, Fayard, 2002 y 2003. Las cartas de Guy Debord a Mustapha Khayati están recopiladas en esos dos volúmenes. Debord menciona a Khayati en otros volúmenes de su correspondencia.

### Otros trabajos
- Les Marxismes. Idéologies et révolution, Encyclopédie du monde actuel (EDMA), Lausanne, 1970.
- Le Golfe persique, Encyclopédie du monde actuel (EDMA), Lausanne.
- « Un disciple libre penseur d'al-Afghani : Adib Ishaq », Revue des mondes musulmans et de la Méditerranée, n° 51, 1989.
- « Brèves remarques sur le poème libertaire « As-sabr Lillah... » et son auteur », Revue des mondes musulmans et de la Méditerranée, n° 52-53, 1989.
- traduction de Ali Oumlil, Islam et État national, Casablanca, Éditions du Fennec, 1992.
- « Histoire des doctrines socialistes », Égypte/Monde arabe, deuxième série, n° 4-5, 2001.

### Sobre Mustapha Khayati
- Anna Trespeuch-Berthelot, « Mustapha Khayati », in Pennetier, C. [dir.], Dictionnaire biographique Mouvement ouvrier, mouvement social de 1940 à mai 1968, édition en ligne, 2011.